# Out in L.A.
Out in L.A. ist eine Zusammenstellung von Demo-, Remix- und Live-Versionen der Red Hot Chili Peppers, die am 1. November 1994 veröffentlicht wurde. Die Demos stammen überwiegend von den beiden ersten Alben der Band The Red Hot Chili Peppers und Freaky Styley.

## Wissenswertes
Die Band hatte sich von ihrem ehemaligen Plattenlabel EMI getrennt und stand bei Warner Bros. Records unter Vertrag. Das Album ist eine Verwertung von Archivmaterial durch EMI. Es enthält Aufnahmen, die bis in die Frühzeit der Bandgeschichte Anfang der 1980er Jahre zurückgehen und wurde durch Liner Notes von Kiedis und Flea ergänzt. Der Albumtitel ist zugleich der Name eines Liedes vom 1984er Debütalbum.
Das eigentlich nur für Fans gedachte Paket erreichte nach drei Jahren ohne ein Album in den Charts überraschenderweise Platz 82 der US-amerikanischen Billboard 200. In Großbritannien lag das Album eine Woche auf Platz 61, in der Schweiz auf Platz 37.

## Titelliste
1. Higher Ground (12″ Vocal Mix) – 5:19 (Original von Stevie Wonder)
2. Hollywood (Africa) (Extended Dance Mix) – 6:34 (Original von The Meters)
3. If You Want Me To Stay (Pink Mustang Mix) – 7:04 (Original von Sly & the Family Stone)
4. Behind the Sun (Ben Grosse Remix) – 4:43
5. Castles Made of Sand (Live) – 3:16 (Original von Jimi Hendrix)
6. Special Secret Song Inside (Live) – 3:16
7. F.U. (Live) – 1:17 (Original Bemsha Swing von Thelonious Monk)
8. Get Up and Jump (Demo Version) – 2:38
9. Out in L.A. (Demo Version) – 1:56
10. Green Heaven (Demo Version) – 3:50
11. Police Helicopter (Demo Version) – 1:12
12. Nevermind (Demo Version) – 2:09
13. Sex Rap (Demo Version) – 1:36
14. Blues for Meister – 2:54
15. You Always Sing the Same – 0:18
16. Stranded – 0:23
17. Flea Fly – 0:40
18. What It Is – 4:04
19. Deck the Halls – 1:03 (Traditional)

## Rezeption
Stephen Thomas Erlewine von AllMusic bezeichnete das Album als „lauwarme Sammlung von Remixen und Obskuritäten“, die nur für eingefleischte Fans der Band interessant sei, selbst wenn auch deren Geduld wegen der überlangen Spielzeit auf eine harte Probe gestellt werde. Marcus Schleutermann vom Rock Hard bezeichnete die „Varianten der bekannten Stücke“ als „ausnahmslos schlechter als die Originalversionen“ und bei den sechs „neuen“ Liedern handele es sich überwiegend um „knapp halbminütige Joke-Nummern“, die „nicht ohne Grund bisher auf keinem Album erschienen“ seien.